# خوسيه حزقيال غارسيا
خوسيه حزقيال غارسيا هو طبيب وعالم نفس برتغالي، ولد في 22 أكتوبر 1940 في ريو بيدراس ‏ في بورتوريكو، وتوفي في 17 ديسمبر 2002 في سان خوان في الولايات المتحدة.